# Trust (2010)
Trust (Verweistitel: Trust – Die Spur führt ins Netz) ist ein US-amerikanischer Spielfilm aus dem Jahre 2010. Regie in diesem Drama führte David Schwimmer.

## Handlung
Die 14-jährige Annie Cameron führt das normale Leben eines Teenagers und lebt mit ihrer Familie glücklich in einem Vorort von Chicago. Sie hat ein gutes Verhältnis zu Vater und Mutter und auch zu ihren Geschwistern. Zu ihrem Geburtstag schenkt ihr Vater Will Cameron ihr den gewünschten Laptop.
In einem Online-Chatroom lernt Annie den 16-jährigen Charlie kennen. Beide schreiben sich regelmäßig Nachrichten und Annie verliebt sich in den Jungen. Nach einiger Zeit gesteht Charlie Annie in einer Nachricht, dass er nicht 16, sondern schon 20 Jahre alt sei. Annie ist zunächst enttäuscht, möchte Charlie aber nicht aufgeben, auch nicht als er ihr etwas später mitteilt, dass er auch nicht 20, sondern schon 25 Jahre alt sei.
Nachdem sie sich über drei Monate Nachrichten geschrieben haben und sich dabei näher gekommen sind, beschließen sie, sich persönlich zu treffen. Sie verabreden sich in einem Einkaufszentrum. Während Annie noch mit Charlie telefoniert, spricht sie plötzlich ein etwa 35-jähriger Mann an, der sich als „Charlie“ vorstellt. Annie schaut ihn fassungslos an. „Du bist aber nicht 25!“ ist alles, was sie mit Tränen in den Augen herausbringt. Es gelingt dem angeblichen Charlie, Annie zu besänftigen, er macht ihr Komplimente und redet auf sie ein, dass das Alter doch eigentlich egal sei, er sei doch der Mensch, dem sie seit Monaten schreibe und dem sie alles anvertraue. Annie beruhigt sich langsam wieder und Charlie bringt sie schließlich dazu, mit ihm ein Motel aufzusuchen. Auf seinen Wunsch zieht sie die von ihm mitgebrachten Dessous an, und es kommt zum Geschlechtsverkehr, wobei der Mann über Annies mehrmals geäußerte Worte „Nein, bitte nicht“ hinweggeht.
In der Schule beichtet Annie ihrer besten Freundin Brittany – die von ihrem Chatfreund Charlie weiß –, was im Motel geschehen ist. Brittany hatte Annie schluchzend in der Umkleidekabine entdeckt, wo Annie ihr auch gestand, dass sie seit jenem Vorfall kaum noch Kontakt zu Charlie bekomme. Brittany ist von der Nachricht überfordert und informiert die Schulleitung und diese schließlich die Polizei. Das FBI schaltet sich ein. Annies Eltern sind zutiefst erschüttert. Annie redet sich ein, dass Charlie ihr Freund sei und sie liebe. Dass dieser Mann ihr Vertrauen ausgenutzt hat, um sie dann zu missbrauchen, will sie nicht wahrhaben.
Da das FBI bei den Ermittlungen zunächst nicht weiterkommt, beschließt Annies Vater, selbst aktiv zu werden. Er steigert sich immer obsessiver in die Suche nach dem Täter hinein, was seine Frau Lynn und vor allem Annie immer mehr von ihm entfremdet. Die Rückkehr zu einem „normalen Leben“ erscheint immer schwieriger.
Während eines Gesprächs Annies mit der Psychologin Gail Friedman wiederholt sie auf deren Frage, was sie davon halte, dass „Charlie“ sie wegen seines Alters immer wieder belogen habe, die Worte, die Charlie ihr gegenüber geäußert hat, dass sie Seelenverwandte seien und dass das Alter keine Rolle spiele, wenn man sich liebe. Annie reagiert aggressiv auf die Versuche ihrer Eltern, ihr klarzumachen, dass Charlie ein Sexualstraftäter sei. Der Psychologin gegenüber äußert sie, dass die Begegnung in dem Hotel ihr vorkomme, als sei das gar nicht ihr passiert, sie habe alles wahrgenommen, als sei es einer anderen widerfahren. Die Psychologin erklärt ihr, dass diese Reaktion ein natürlicher Schutzmechanismus sei, wenn man einer Situation nicht gewachsen sei oder ihr nicht entfliehen könne. Als das FBI Annie schließlich mehrere Bilder von anderen Missbrauchsopfern von Charlie vorlegt, begreift sie, dass dieser Mann sich ihr Vertrauen erschlichen und auf den Missbrauch hingearbeitet hat, indem er ihr Liebe und Verständnis vorgaukelte. Zutiefst verletzt gesteht Annie sich den Missbrauch ein.
Vor allem Annies Vater quält sich mit Selbstvorwürfen, dass er seine Tochter nicht vor dem beschützen konnte, was man ihr angetan hat. Die Wut, die in ihm tobt, wirkt sich auf fast alle Bereiche seines Lebens aus. Bei einem Volleyballspiel seiner Tochter greift er einen Mann an, der Fotos von den Mädchen schießt. Es stellt sich jedoch heraus, dass dessen eigene Tochter in der Mannschaft spielt. Annie macht ihrem Vater bittere Vorwürfe. Sie meint, er solle aufhören, sie immer und immer wieder daran zu erinnern, dass sie vergewaltigt worden sei. Als Annie dann auch noch von ihrer Freundin Brittany auf eine Internetseite aufmerksam gemacht wird, die vermutlich einer ihrer Mitschüler als bösen Streich ins Internet gestellt hat, auf der Annie als Hure bezeichnet wird und die Fotomontagen von ihr enthält, die sie bei sexuellen Handlungen zeigen, weiß sie nicht mehr weiter und versucht sich mit Tabletten das Leben zu nehmen. Ihr Vater findet sie rechtzeitig, und sie wird ins Krankenhaus gebracht.
Wieder zuhause, entdeckt Annie ihren Vater frühmorgens einsam in einem Stuhl sitzend im herbstlichen Garten. Im folgenden Gespräch mit ihrem Vater wird Annie klar, wie sehr er sie liebt. Beide finden wieder zueinander.
Im Abspann wird „Charlie“ mit seiner Frau und seinem Sohn gezeigt. Sie streifen fröhlich über einen Markt. Sein wirklicher Name ist Graham Weston, er arbeitet als Physiklehrer.

## Hintergrund
Gedreht wurde in Chicago und in Wilmette im Bundesstaat Illinois, in Dexter und in Plymouth im Bundesstaat Michigan, in Los Angeles im Bundesstaat Kalifornien sowie an der University of Michigan, Central Campus, Ann Arbor im Bundesstaat Michigan in den USA. Das Budget des Films wird auf 9,5 Millionen US-Dollar geschätzt.
Der Film feierte seine Premiere am 10. September 2010 auf dem Toronto International Film Festival. Es folgte eine Vorführung beim Dubai International Film Festival am 17. Dezember 2010. In den US-amerikanischen Kinos startete er am 1. April 2011. Am 8. September 2011 wurde der Film beim Deauville American Film Festival in Frankreich gezeigt. In Deutschland veröffentlichte Koch den Film unter dem Titel Trust – Die Spur führt ins Netz am 18. November 2011 auf DVD. Am 11. Oktober 2012 wurde er vom ZDF unter dem Titel Blindes Vertrauen ausgestrahlt.
Der Film spielte am Eröffnungswochenende in den USA knapp 60.000 US-Dollar ein.
Während der Szene, in der die Party in Serenas Haus gezeigt wird, ist im Hintergrund das Musikvideo des Musiktitels I Believed von Melissa Molinaro zu sehen. Die Chat-Konversation zwischen Clive Owen in der Rolle des Will Cameron und einem Pädophilen ist ein Transkript einer tatsächlichen Unterhaltung zwischen den beiden Chat-Partnern fleet_captain_jaime_wolfe und sadlilgrrl, das auf der Webseite Perverted Justice veröffentlicht wurde.

## Synchronisation
Die deutsche Synchronbearbeitung entstand bei Taunus Film GmbH Synchron in Berlin. Die Synchronregie führte Susanna Bonasewicz.
| Darsteller         | Deutscher Sprecher         | Rolle                   |
| ------------------ | -------------------------- | ----------------------- |
| Clive Owen         | Tom Vogt                   | Will                    |
| Catherine Keener   | Anke Reitzenstein          | Lynn                    |
| Noah Emmerich      | Johannes Berenz            | Al Hart                 |
| Liana Liberato     | Marie Christin Morgenstern | Annie                   |
| Chris Henry Coffey | Peter Flechtner            | „Charlie“/Graham Weston |
| Jason Clarke       | Olaf Reichmann             | Doug Tate               |
| Viola Davis        | Martina Treger             | Gail Friedman           |
| Noah Crawford      | Marcel Mann                | Tyler Martel            |

## Kritik
Der Film erhielt überwiegend positive Kritiken, Roger Ebert von der Chicago Sun-Times gab Trust 4 von 4 möglichen Sternen und lobte vor allem die bemerkenswerte Leistung der jungen Liana Liberato.
Auf teleboy.de heißt es: „‚Friends‘-Star David Schwimmer gelingt in seiner zweiten Regiearbeit eine erstaunlich eindrucksvolle, berührende, spannende, aber auch facettenreiche Auseinandersetzung mit dem Thema. In kurzen Handlungselementen greift er sowohl die Problematik einer an übersexualisierte Teenies gewöhnten westlichen Gesellschaft auf, in einer anderen das Problem des Internets als Pranger von Sexualstraftätern. Auch seine Charaktere sind erstaunlich differenziert, der Sexualstraftäter kein Monster, das nachts im Park aus dem Gebüsch springt. Neben den Stars Clive Owen, Catherine Keener und der dieses Jahr für einen Oscar für The Help nominierten Viola Davis in einer Nebenrolle überragt das Ensemble die im texanischen Galveston geborene Newcomerin Liana Liberato als Annie, die ihr Filmdebüt in einem Auftritt in der Serie Cold Case – Kein Opfer ist je vergessen gab.“
Das Lexikon des internationalen Films urteilt: „Sensibel inszeniert und hervorragend besetzt, leuchtet das sublime Psychodrama den Verlust von Vertrauten und (Selbst-)Sicherheit differenziert aus.“
Die Fernsehzeitschrift Gong meint, „dass der Film erschütternd, beeindruckend und überzeugend“ sowie „packend, brisant und toll besetzt“ sei, „er thematisiere die potenziellen Gefahren durch das Internet.“ Die Fernsehzeitschrift Hörzu kommt zu dem Urteil, „dass David Schwimmer […] mit seinem erstklassigen Schauspielerensemble ein kluger Film“ gelungen sei, der aufzeige, „dass das Drama mit der Vergewaltigung längst noch nicht vorbei ist. Fazit: Berührendes, aufrüttelndes und aktuelles Krimidrama.“

## Auszeichnungen
Liana Liberato gewann im Jahr 2010 für ihre Rolle in diesem Film den Silver Hugo Award for Best Actress beim 46.  Chicago International Film Festival. 2011 wurde sie von der Chicago Film Critics Association in der Kategorie Most Promising Performer nominiert.